# Димчо Дебелянов
Димчо Велев Дебелянов (роден като Динчо Дебелянов) е български поет, автор на лирични и сатирични стихотворения, публикувани в различни периодични издания.

## Биография и образование
Роден е на 28 март 1887 година в Копривщица в семейството на абаджията Вельо Дебелянов и Цана Илиева Стайчина, в което е последното, шесто дете. Кръстен е на дядо си Динчо Дебелян. През 1896 г., след смъртта на бащата, семейството се премества в Пловдив при най-възрастния брат Иван. Там Димчо Дебелянов учи в „Жълтото училище“, по-късно в Пловдивската мъжка гимназия, сега Гимназия с хуманитарен профил „Св. св. Кирил и Методий“, където пише първите си стихотворения, които после изгаря.
През 1904 г. семейството на Дебелянов се преселва в София и наема квартира на ул. „Оборище“ № 46, а той учи в Софийската мъжка гимназия.

## Творчество
Още на млади години той се запознава с творчеството на Александър С. Пушкин и Александър Блок, чете стиховете на Петко Славейков и се запознава с някои от френските символисти. През 1906 г. в списание „Съвременност“ са отпечатани първите публикувани творби на поета: „На таз, която в нощи мълчаливи“, „Когато вишните цъфтяха“ и други, които са подписани, нарочно или в резултат на правописна грешка, с псевдоним, който по-късно ще минава за негово име по рождение Димчо Дебелянов. По това време той е на 19 години и негов кумир е Пенчо Славейков, малко по-късно – и Пейо Яворов.
След 1907 г. Димчо Дебелянов сътрудничи на „Българска сбирка“, „Съвременник“, „Из нов път“, „Оса“ и други издания. В хумористичните издания той печата сатирични творби с псевдоними като Аз, Амер, Тафт, Сулбатьор и други. През есента на 1907 г. се записва в Юридическия факултет на Софийския университет, следващата година се премества в Историко-филологическия факултет, но следва само две години.
Любознателен по природа, научава френски, руски, английски език и превежда автори като Шарл Бодлер, Пол Верлен, дори – Уилям Шекспир.

## Участие във войните
В края на октомври 1912 г. Димчо Дебелянов е мобилизиран в 22-ри пехотен тракийски полк в Самоков. През Балканската война е обикновен войник (редник) в Самоков. От септември 1913 г. е преместен в Школата за запасни офицери в Княжево. Две години по-късно е произведен в чин подпоручик.
В началото на Първата световна война сам настоява да бъде изпратен на фронта, макар че не подлежал на мобилизация, и въпреки предчувствието, че няма да се върне. На 29 януари 1916 г. заминава като доброволец на Македонския фронт с думите: „Аз отивам да изпълня патриотичния си дълг и зная, че няма да се върна; ще блесна като звезда и ще угасна“. Там поетът престоява около осем месеца. През нощта на 30 септември ротата, чието командване му е поверено от няколко дни, влиза в сражение с англичаните. Подпоручик Дебелянов пада убит в това сражение на 2 октомври 1916 г., около 10 часа сутринта в боя близо до Горно Караджово (днес Моноклисия), на 29 години и 6 месеца. Погребан е на следващия ден в двора на българската църква в Демирхисар (или Валовища, днес Сидирокастро). За отличия и заслуги през втория период на войната посмъртно е награден с военен орден „За храброст“, IV степен.
През 1931 г. по инициатива на литературния кръг „Живо слово“ костите му са пренесени в родната му Копривщица. По-късно скулпторът Иван Лазаров е поканен да направи паметник на поета. При едно от посещенията си в Копривщица той видял баба Лила Паралеева (изгубила съпруг и син във войните) да седи на прага на портата си – подпряла глава на ръка и унесена в мисли. Това му дало идеята за паметника. Тъй като Лила Паралеева скоро след това починала, скулпторът използва за модел баба Лала Душкова. Скулптурата „Майка“ е поставена на гроба на поета през 1934 г.

## Произведения
- „Аз искам да те помня все така...“ – За пръв път елегията е издадена през 1913 г. във вестник „Смях“ с посвещение „На Зв.“ – Мария Василева, „Звънчето“.
- „Помниш ли, помниш ли...“ – За първи път излиза под заглавието „Елегия“ с посвещение на Мара Карловска в сп. „Родно изкуство“, г. І, кн. 2. от 24 ноември 1914 г., стр. 30. Жанрово е елегия, а изказът е във 2 л., ед. ч. Лирическият аз води диалог със самия себе си.
- „Да се завърнеш в бащината къща“ – Публикувано по времето около последното завръщане на автора в родния му дом през 1912 г.
- „Миг“ – Написано преди заминаването за фронта, стихотворението бележи нов етап в творчеството на поета и предшества цикъл творби, създадени на фронта.
- „Спи градът“ – Елегията е част от стихосбирката „Под тъмни небеса“.

## Посмъртно признание
Родната къща на Димчо Дебелянов в Копривщица е реставрирана и през 1957 г. е превърната в къща музей. На провежданите ежегодно под патронажа на Дирекция на музеите (Копривщица) и Община Копривщица „Дебелянови вечери“ се връчва Национална литературна награда „Димчо Дебелянов“.
На името на Димчо Дебелянов е наречена улица в квартал „Изток“ в София (Карта). Неговото име носи и морският нос Димчо Дебелянов в Антарктика.

## Галерия
- Родната къща на Дебелянов в Копривщица, днес музей
- Дебелянов (вляво) с художника Георги Машев през 1912 г.
- Ексхумиране и пренасяне на тленните останки на Дебелянов от Демир Хисар до Копривщица, 1934 г.
- Погребението на тленните останки на Дебелянов в Копривщица, 1934 г.
- Скулптурата „Майка“, поставена на гроба на поета Димчо Дебелянов през 1934 г.